# الكشافة في أوزبكستان
تأسست الحركة الكشفية في أوزبكستان عام 1995، وتعمل من أجل الحصول على اعتراف المنظمة العالمية للحركة الكشفية. في عام 1998، كانت حركة الكشافة تقتصر على مجموعتين اثنتين من الجنود الكشافة مع ما مجموعه 15 عضواً. منذ الوجود المتزايد لجيش الولايات المتحدة في المنطقة بعد هجمات 11 سبتمبر 2001، بدأت حركة الكشافة بالتطوّر لتكون أكثر شمولاً وتنظيماً. كما أصدرت شارة رسمية، الذي يعتبر خطوة كبيرة للمنظمات الكشفية الوليدة.